# Малајски љускавац
Малајски љускавац (лат. Manis javanica) је сисар из реда љускаваца и породице Manidae.

## Распрострањење
Врста је присутна у Брунеју, Вијетнаму, Индонезији, Камбоџи, Лаосу, Малезији, Мјанмару, Сингапуру и Тајланду.

## Станиште
Малајски љускавац има станиште на копну. Врста је по висини распрострањена до 1.700 метара надморске висине.

## Начин живота
Малајски љускавац прави гнезда.

## Угроженост
Ова врста се сматра угроженом.

### Популациони тренд
Популација ове врсте се смањује, судећи по расположивим подацима.